# Daniel Boone
Daniel Boone (2. november [J.K. 22. oktober], 1734 – 26. september 1820) je bil ameriški pionir in obmejni prebivalec, čigar podvigi so ga uvrstili med prve ljudske junake Združenih držav Amerike. Zaslovel je z raziskovanjem in naseljevanjem Kentuckyja, ki je bil takrat onkraj zahodnih meja trinajstih kolonij. Leta 1775 je Boone ustanovil cesto Wilderness Road skozi Cumberland Gap in v Kentucky, kljub odporom ameriških staroselcev v Združenih državah Amerike. Ustanovil je Boonesborough, eno prvih angleško govorečih naselij  zahodno od Apalaškega gorovja. Do konca 18. stoletja je v Kentucky po poti, ki jo je označil Boone, vstopilo več kot 200.000 ljudi.
Med revolucionarno vojno (1775–1783), ki se je v Kentuckyju odvijala predvsem med ameriškimi naseljenci in Indijanci, ki so bili zavezniki Britancev, je služil kot častnik milice. V letu 1777 mu je življenje rešil znani mlajši kolega Simon Kenton. Leta 1778 so Booneja ujeli Shawneeji in ga je po legendi posvojil poglavar Shawneejev ter mu dal ime "Sheltowee" ali Velika želva. Po mesecih bivanja s Shawneeji je Boone pobegnil. Med vojno je bil v generalni skupščini Virginije izvoljen za prvi od svojih treh mandatov in se leta 1782 boril v bitki pri Blue Licks, eni zadnjih bitk ameriške revolucije. Po vojni je delal kot geodet in trgovec, a se je kot zemljiški špekulant v Kentuckyju močno zadolžil. Leta 1799 se je preselil v Missouri, kjer je preživel večino zadnjih dveh desetletij svojega življenja, razočaran nad pravnimi težavami, ki so izhajale iz njegovih zemljiških zahtev.
Boone ostaja legendarna, čeprav nepopolno spominjana osebnost v ameriški zgodovini. Slavili so ga že v njegovem življenju, še posebej po objavi knjige o njegovih dogodivščinah]] leta 1784, zaradi katere je postal znan v Ameriki in Evropi. Po njegovi smrti je postal predmet številnih junaških pravljic in leposlovnih del. Njegove dogodivščine – resnične in mitske – so pomagale ustvariti arhetipskega mejnega junaka ameriške folklore. V ameriški popularni kulturi se Booneja spominjamo kot enega najvidnejših zgodnjih mejnih junakov, čeprav mitologija pogosto zasenči zgodovinske podrobnosti njegovega življenja. 